# 彼得大帝湾
彼得大帝灣（羅馬化：Zaliv Petra Velikogo），满清时称塔陽鄂薩哈灣，位於濱海邊疆區的南部，是日本海最大的海灣。它是俄罗斯的内水。

## 历史
1851年，一艘法国捕鲸船在波西耶特湾过冬。次年，派遣加斯顿·德·罗克茂雷尔指挥卡普里西奥斯号护卫舰探索滨海边疆区的南岸，西方人由此第一次知道了这个海湾。1856年，梅指挥的温彻斯特号和弗里曼指挥的巴拉寇塔号对该湾作调查，将它命名为维多利亚湾。1859年，东西伯利亚总督尼古拉·尼古拉耶维奇·穆拉维约夫-阿穆尔斯基率7艘船组成的探险队探险了这片海岸。他们对许多有非俄地名的地方重命名了俄化的地名，包括以彼得大帝重命名了彼得大帝湾。
1860年，大清帝國割讓此地予俄羅斯帝國。在此后的三年里，军事水文测量员瓦西里·马特维耶维奇·巴布金绘制了日本海沿岸滨海边疆区直到朝鲜边境的地图。1865年，第一张带有完整地名的彼得大帝湾地图发行。
1904年至1905年日俄战争期间，该湾内的港口遭到日军轰炸。
它现在是俄羅斯太平洋艦隊司令部所在地和重要驻扎地。并且每年都举办帆船赛彼得大帝湾杯。

## 水文
彼得大帝湾长200公里，宽115公里，面積9,000平方公里，深48米，岸长960公里。它西界是图们江口，东界是波沃罗特内角。
海岸线曲折，形成了波西耶特湾、斯拉维扬卡湾、阿穆尔湾、乌苏里湾、斯特列洛克湾、沃斯托克湾、纳霍德卡湾等海湾。符拉迪沃斯托克、纳霍德卡、大卡缅、福基诺等城市分布在岸边。海湾内有13个岛面积超过1平方公里，共有36座大大小小的岛，如俄罗斯岛、波波夫岛、列伊涅克岛、里科尔德岛、莫伊谢耶夫岛、富鲁格尔姆岛、阿斯科尔德岛、普提雅廷岛、扎克当尼岛等岛和里姆斯基科尔萨科夫群岛、两兄弟群岛等群岛。
它是300多种鱼类的栖息地，另有150多种南方鱼类随水域变暖而进入。冬季，阿穆尔湾的顶部和东海岸、乌苏里湾、斯特列洛克湾和纳霍德卡湾的山峰以及彼得大帝湾西海岸的封闭海湾会形成流冰。到冬季结束时，流冰覆盖次生海湾的水域和彼得大帝湾开阔水域的很大一部分。波西耶特湾中的波西耶特港和扎比鲁诺港是俄罗斯最南端的不冻港。